# Neuenkirch
Neuenkirch är en ort och kommun i distriktet Sursee i kantonen Luzern, Schweiz. Kommunen har 7 222 invånare (2023).
Kommunen består av ortsdelarna Neuenkirch, Sempach Station och Hellbühl.